# Черквоцци, Микеланджело
Микеланджело Черквоцци, Микеланджело делле Батальи (итал. Michelangelo Cerquozzi detto Michelangelo delle Battaglie; 12 февраля 1602, Рим — 6 апреля 1660, Рим) — итальянский живописец эпохи барокко, писал батальные сцены, за что получил прозвание «Микеланджело баталий», входил в группу римских живописцев бамбоччанти, отсюда ещё одно прозвание художника: Микеланджело делле Бамбоччате (Michelangelo delle Bambocciate).

## Биография
Микеланджело родился в Риме, в состоятельной семье. Отец был богатым торговцем кожей; брат стал доктором богословия, затем капелланом и богословом; две сестры, монахини, были настоятельницами монастырей. Отец предложил сыну «какую-нибудь почётную работу», и тот выбрал живопись. После краткого обучения у маньериста Джузеппе Чезари, по прозванию Кавалер д’Арпино, и у Винсента Адриансена он стал известен картинами со сценами бытового жанра. Затем примкнул к группе бамбоччанти, возглавляемой фламандцем Питером ван Ларом, которого за карликовый рост и округлые формы тела прозвали «карапузом» (bamboccio). Художники разрабатывали «низкий» жанр живописи, писали картины с изображением сценок из обыденной жизни: «бродяг, резвящихся детей, странствующих актёров, крестьян и нищих, решённых с юмором и некоторой долей сентиментальности».
Художников «бамбоччанти» называли «малыми караваджистами». Черквоцци также не избежал влияния Караваджо, как и многие живописцы его времени. Однако, в отличие от многих, Черквоцци в своих картинах проявлял сочувственное отношение к простым людям и скромным событиям; исключительным документом является небольшая картина «Восстание Мазаньелло» — объективная хроника неаполитанских народных волнений, совершенно лишённая пафосной риторики.
В натюрмортах живописец соединял «мёртвую природу» с элементами пейзажа. В 1634 году Микеланджело Черквоцци стал членом Академии Святого Луки в Риме, посещал академические собрания до 1652 года, хотя никогда не следовал их строгим правилам.
Начиная с 1630 года Черквоцци постепенно получал признание. Он приобрёл видных покровителей и получал заказы от аристократических семей Барберини, Колонна, кардинала Рапаччоли, графа Модены Камилло Карандини, графа Карпеньи и других. Среди его друзей были Пьетро да Кортона, Джачинто Бранди и Корнелис Блумарт. Из учеников известны Маттео Боничелли и Джованни Франческо Джерарди. Под его влиянием работал живописец Микеланджело дель Кампидольо.
Черквоцци не был женат и остался бездетным. Когда он умер в Риме в собственном доме, расположенном недалеко от Площади Испании, он оставил значительное состояние.

## Галерея

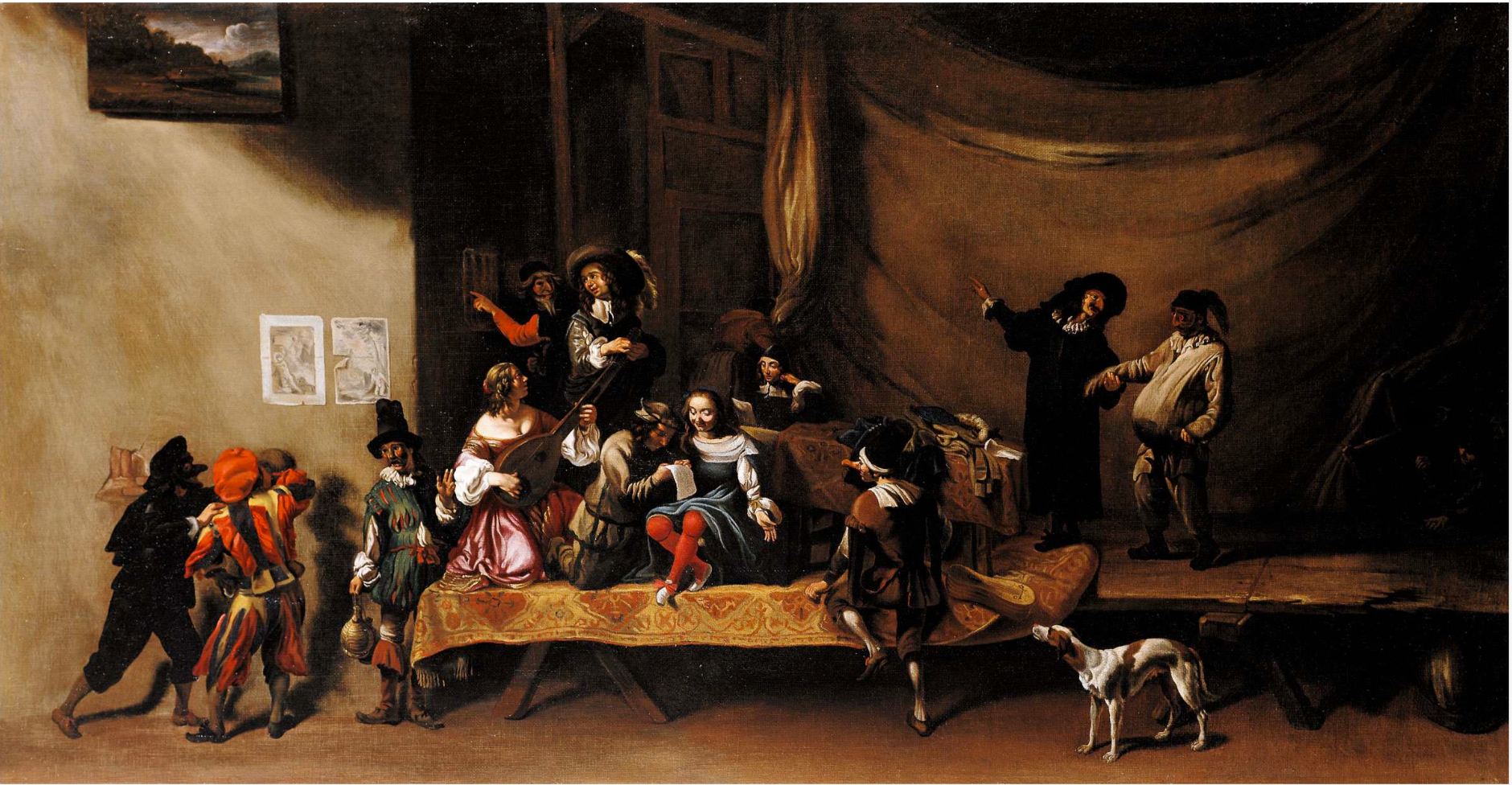
Сцена Комедии дель Арте. Между 1630 и 1640 гг. Холст, масло. Галерея Канессо, Париж
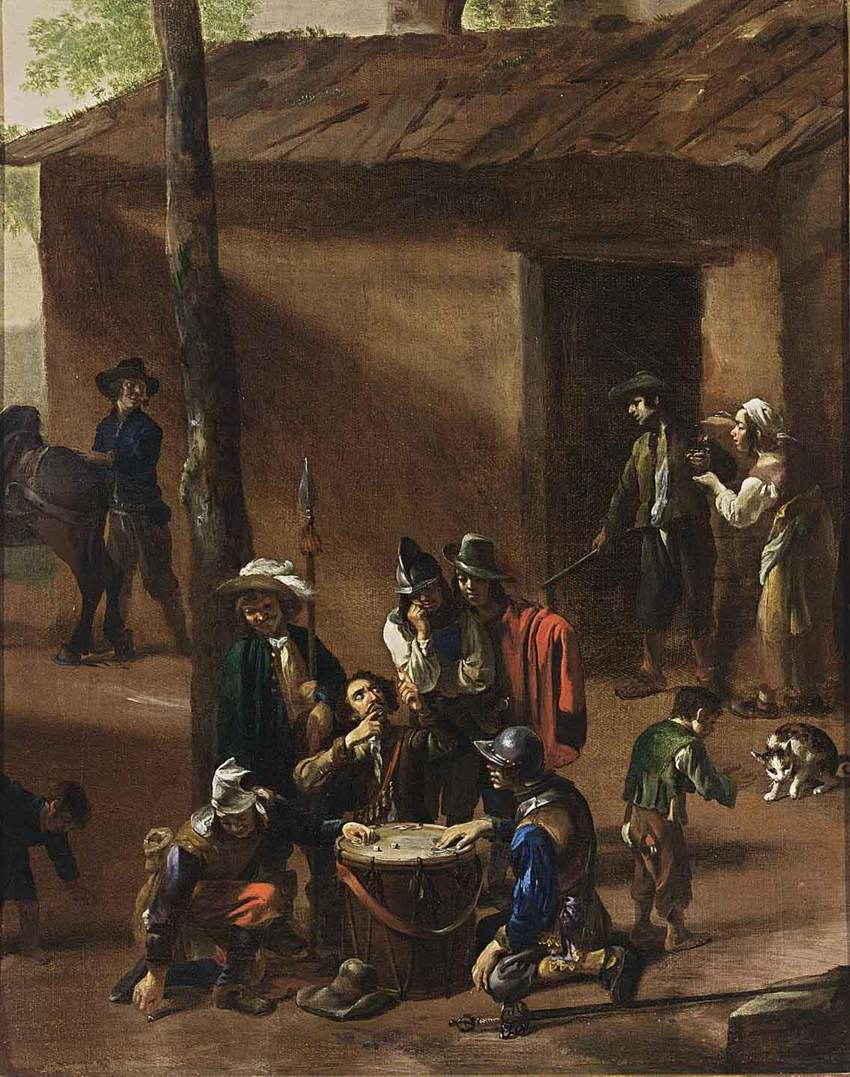
Солдаты, играющие в кости. 1630-е гг. Холст, масло. Частное собрание
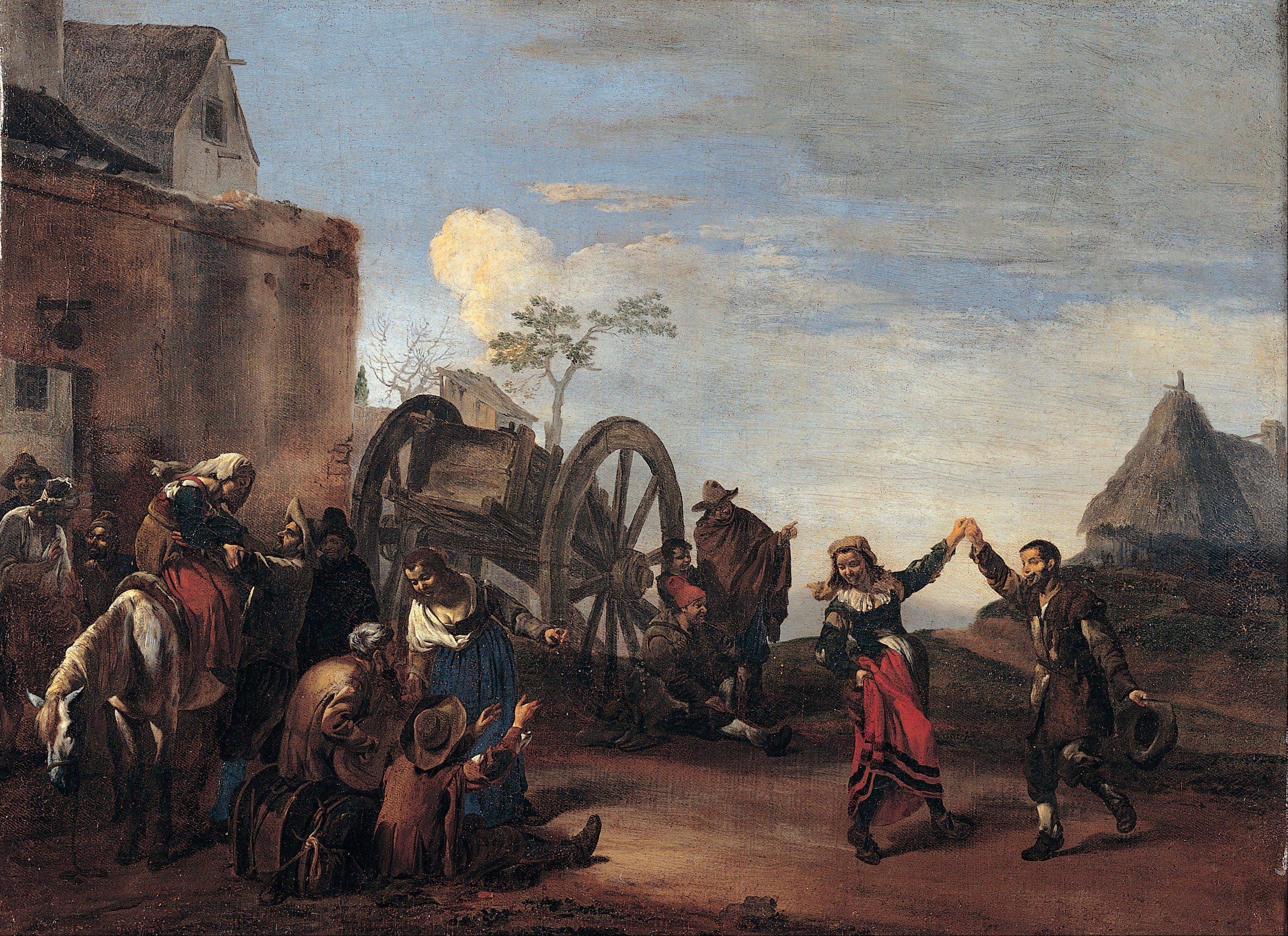
Бамбоччата (Детство). 1630-е гг. Холст, масло. Капитолийские музеи, Рим
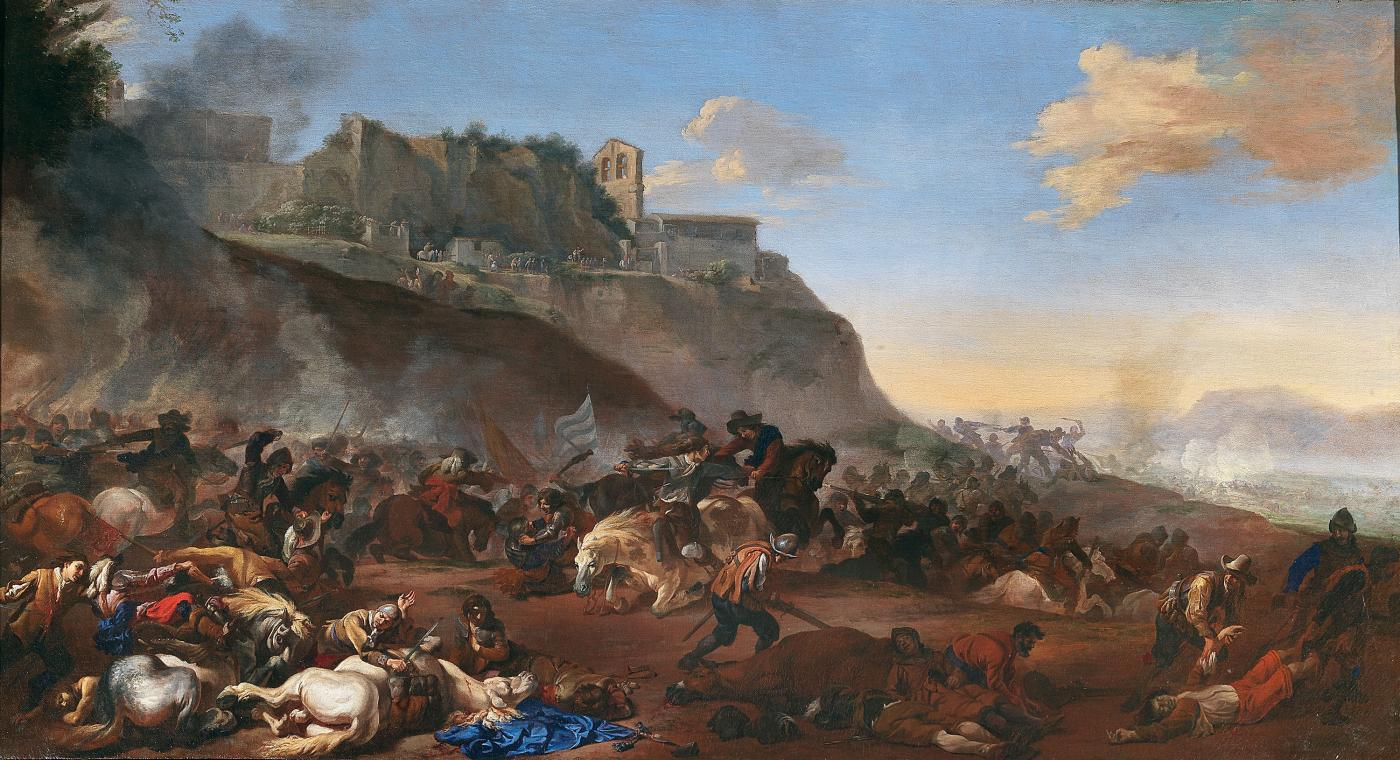
Батальная сцена. Ок. 1630 г. Холст, масло. Галерея Ф. М. Менья
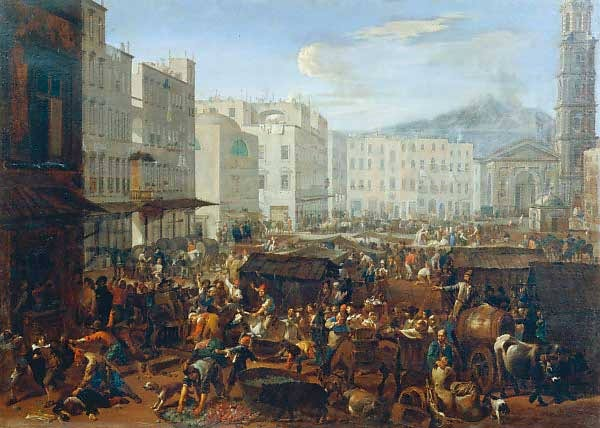
Восстание Мазаньелло. 1650-е гг. Холст, масло. Галерея Спада, Рим
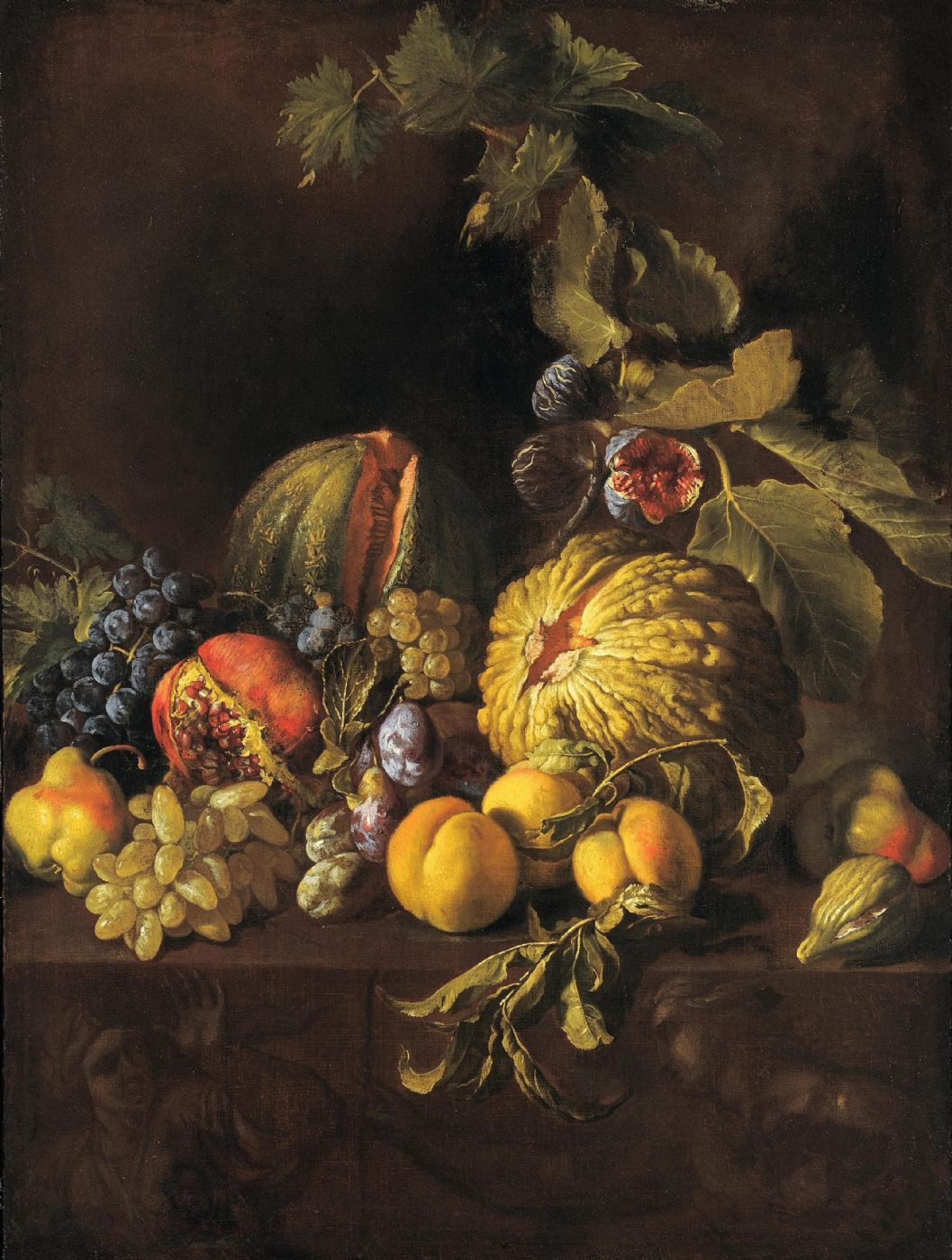
Натюрморт с тыквой, виноградом и грушами. 1650-е гг. Холст, масло. Частное собрание
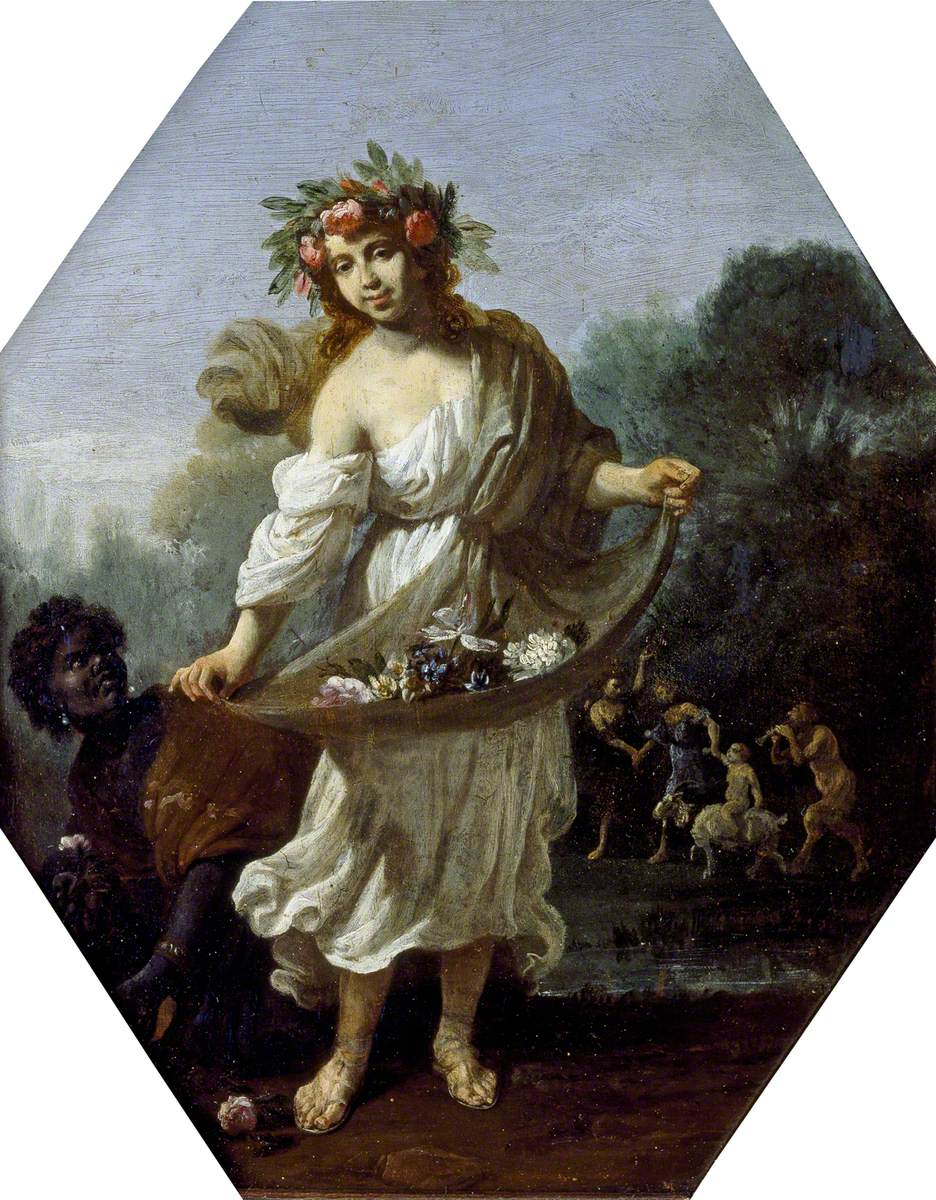
Флора. 1630-е гг. Дерево, масло. Музей Эшмола, Оксфорд